# Dipodomys californicus
Espèce
Statut de conservation UICN

 LC  : Préoccupation mineure
Dipodomys californicus, est une espèce de Rongeurs de la famille des Heteromyidae. C'est un petit mammifère qui fait partie des rats-kangourous d'Amérique.
L'espèce a été décrite pour la première fois en 1890 par un zoologiste américain, Clinton Hart Merriam (1855-1942).

## Répartition et habitat
Cette espèce est endémique des États-Unis où elle est présente en Oregon, en Californie et au Nevada. Elle vit dans les prairies de vallées, les chaparrals ouverts et dans les zones boisées des contreforts.

## Liste des sous-espèces
Selon Mammal Species of the World (version 3, 2005)  (2 juin 2016) et ITIS (2 juin 2016) :
- sous-espèce Dipodomys californicus californicus
- sous-espèce Dipodomys californicus eximius
- sous-espèce Dipodomys californicus saxatilis